# Мармелад

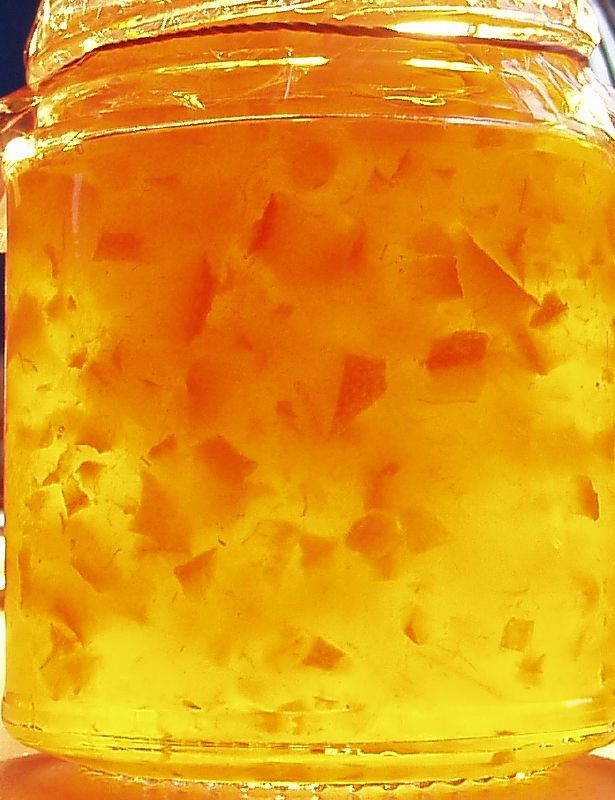
Банка мармеладу

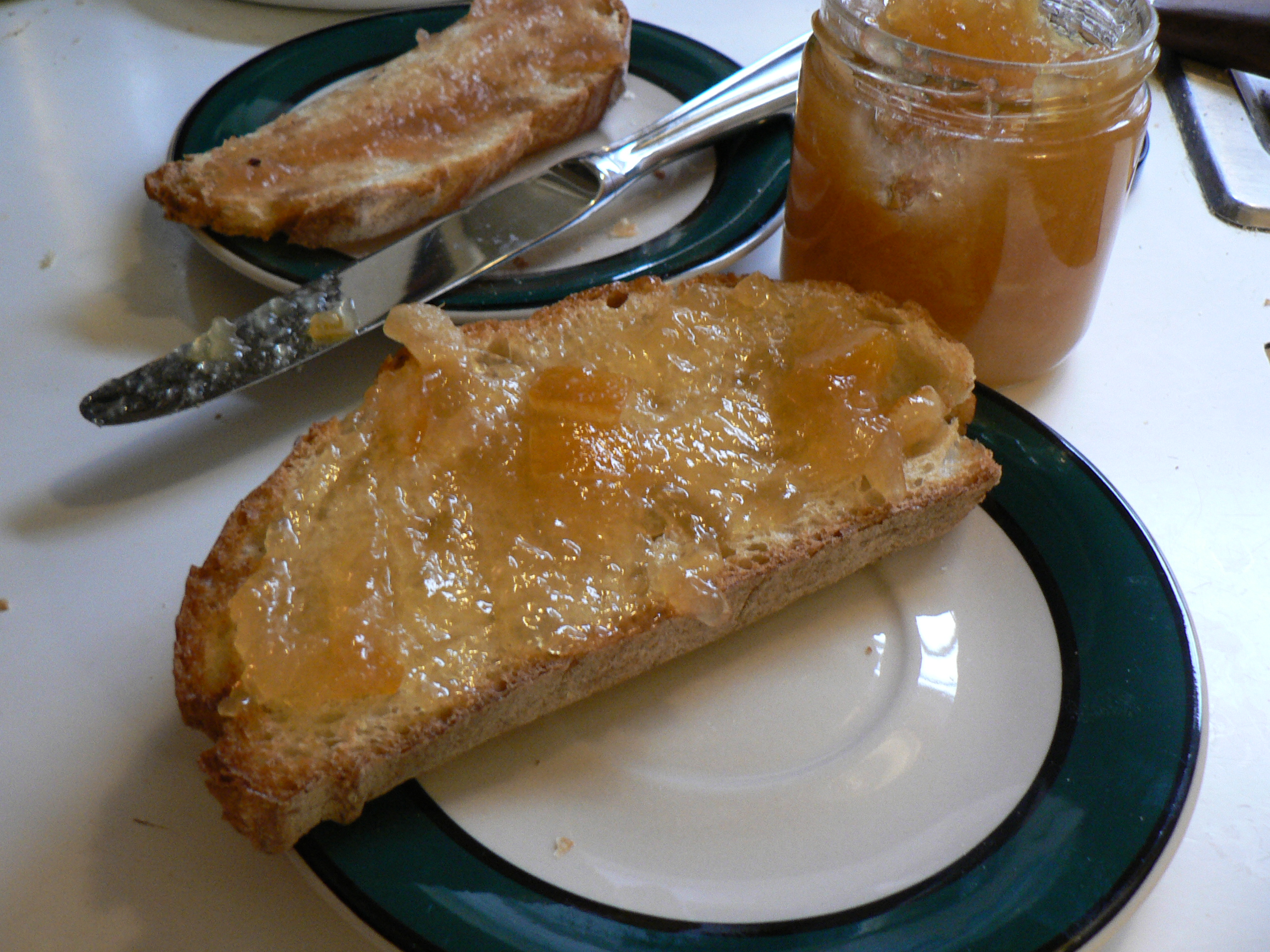
Мармелад

Мармела́д — цукровий кондитерський виріб драглистої структури, отриманий виварюванням фруктово-ягідного пюре або водного розчину агару, карагінану, пектину чи желатину з цукром, глазурований або неглазурований, який постачають споживачу. В англомовних країнах слово англ. marmalade означає лише варення з цитрусових (особливо з апельсинів).

## Історія
Слово походить від порт. marmelada, що означає (мовою оригіналу) виключно варення з айви. Завдяки високому вмісту в цьому фрукті пектину варення було легше загущувати до стану желе — проте з цієї ж причини айву не можна було замінити іншими плодами чи ягодами. Португальський за походженням рецепт запозичили генуезці. У Франції згодом винайшли ще й «сухий мармелад», або ж котіньяк. Англійці довгий час називали мармелад «генуезькою мастикою» і лише згодом цю назву витіснила інша — «айвовий сир».
Водночас мармеладом стали називати густе варення з апельсинів. Згодом мода на нього проникла й на континент, разом з назвою — в німецькій мові нім. Marmelade означає варення взагалі.
Деякі дослідники називають історичною батьківщиною мармеладу Близький схід і Східне Середземномор'я, де здавна, щоб зберегти врожай, плоди або сік ягід і фруктів виварювали до максимального згущення.